# Breaking Dawn
Breaking Dawn – pierwszy japoński album studyjny południowokoreańskiej grupy The Boyz (drugi łącznie), wydany 6 listopada 2019 roku przez wytwórnię Ariola Japan. Płytę promował singel o tym samym tytule.
Ukazał się w trzech edycjach. Album osiągnął 4 pozycję w rankingu Oricon i pozostał na liście przez 4 tygodnie, sprzedał się w nakładzie ponad 27 052 egzemplarzy w Japonii (wg Billboard Japan).

## Lista utworów
| CD | CD                   | CD                                                                                       | CD                                                  | CD      |
| Nr | Tytuł utworu         | Tekst                                                                                    | Muzyka                                              | Długość |
| -- | -------------------- | ---------------------------------------------------------------------------------------- | --------------------------------------------------- | ------- |
| 1. | „PRISM”              | JQ, Lee Yeon-ji, Exy                                                                     | Appu Krishan, Michael Norris, Daniel Kim            | 3:21    |
| 2. | „EINSTEIN”           | JQ, Kim Jin, Bae Sung-hyun, Ahn Young-joo, Choi Ji-hye, Lee Yeon-ji, Sunwoo, Eric, Jacob | Daniel Kim, Stereo14                                | 3:08    |
| 3. | „Breaking Dawn”      | JQ, Moon Ye-rin, Shin Sae-rom, Jiwon, Sunwoo, Eric, lilm@                                | Karri Mikkonen, Daniel Kim, Takey                   | 3:17    |
| 4. | „FLAG”               | lilm@                                                                                    | Sean Alexander, SQVARE, Kiggen, Jinsol              | 3:55    |
| 5. | „Penalty”            | lilm@                                                                                    | Daniel Kim, Shin Ki-Hyun, Lee Hae-Chan              | 3:02    |
| 6. | „Kiss Me If You Can” | JQ, Park Ji-Heui, Kim Jin, Lee Yeon-ji, Cha Yu-bin, Sunwoo, Eric, Jacob                  | Sean Michael Alexander, David Anthony Eames, SQVARE | 3:29    |
| 7. | „HUSH”               | lilm@                                                                                    | David Amber, Andreas Öberg, Ninos Hanna             | 3:09    |
| 8. | „Closer”             | Daniel Kim                                                                               | Erik LidbomMLC                                      | 3:21    |

## Notowania
| Lista                      | Pozycja |
| -------------------------- | ------- |
| Gaon Weekly Album Chart    | 4       |
| Billboard Japan Hot Albums | [ 3 ]   |